# Вотупоранга (микрорегион)

Вотупоранга на карте.

Вотупоранга (порт. Microrregião de Votuporanga) — микрорегион в Бразилии, входит в штат Сан-Паулу. Составная часть мезорегиона Сан-Жозе-ду-Риу-Прету. 
Население составляет 	139 475	 человек (на 2010 год). Площадь — 	3 200,800	 км². Плотность населения — 	43,58	 чел./км².

## Демография
Согласно сведениям, собранным в ходе переписи 2010 г. Национальным институтом географии и статистики (IBGE), население микрорегиона составляет:						
| Полное население                             | Полное население                             | Полное население                             | Полное население                             | 139 475 |
| -------------------------------------------- | -------------------------------------------- | -------------------------------------------- | -------------------------------------------- | ------- |
| в том числе:                                 | Городское население                          | 127 635                                      | Процент городского населения, %              | 91,51   |
|                                              | Сельское население                           | 11 840                                       | Процент сельского населения, %               | 8,49    |
|                                              | Мужское население                            | 69 528                                       | Процент мужского населения, %                | 49,85   |
|                                              | Женское население                            | 69 947                                       | Процент женского населения, %                | 50,15   |
| Плотность населения, чел/км²                 | Плотность населения, чел/км²                 | Плотность населения, чел/км²                 | Плотность населения, чел/км²                 | 43,58   |
| Население микрорегиона в % к населению штата | Население микрорегиона в % к населению штата | Население микрорегиона в % к населению штата | Население микрорегиона в % к населению штата | 0,34    |

## Статистика
- Валовой внутренний продукт на 2003 составляет 958 436 964,00 реалов (данные: Бразильский институт географии и статистики).
- Валовой внутренний продукт на душу населения на 2003 составляет 7281,89 реалов (данные: Бразильский институт географии и статистики).
- Индекс развития человеческого потенциала на 2000 составляет 0,796 (данные: Программа развития ООН).

## Состав микрорегиона
В составе микрорегиона включены следующие муниципалитеты:
1. Америку-ди-Кампус
2. Кардозу
3. Козморама
4. Паризи
5. Понтис-Жестал
6. Риуландия
7. Валентин-Жентил
8. Вотупоранга
9. Алварис-Флоренси